# Tôjin yashiki

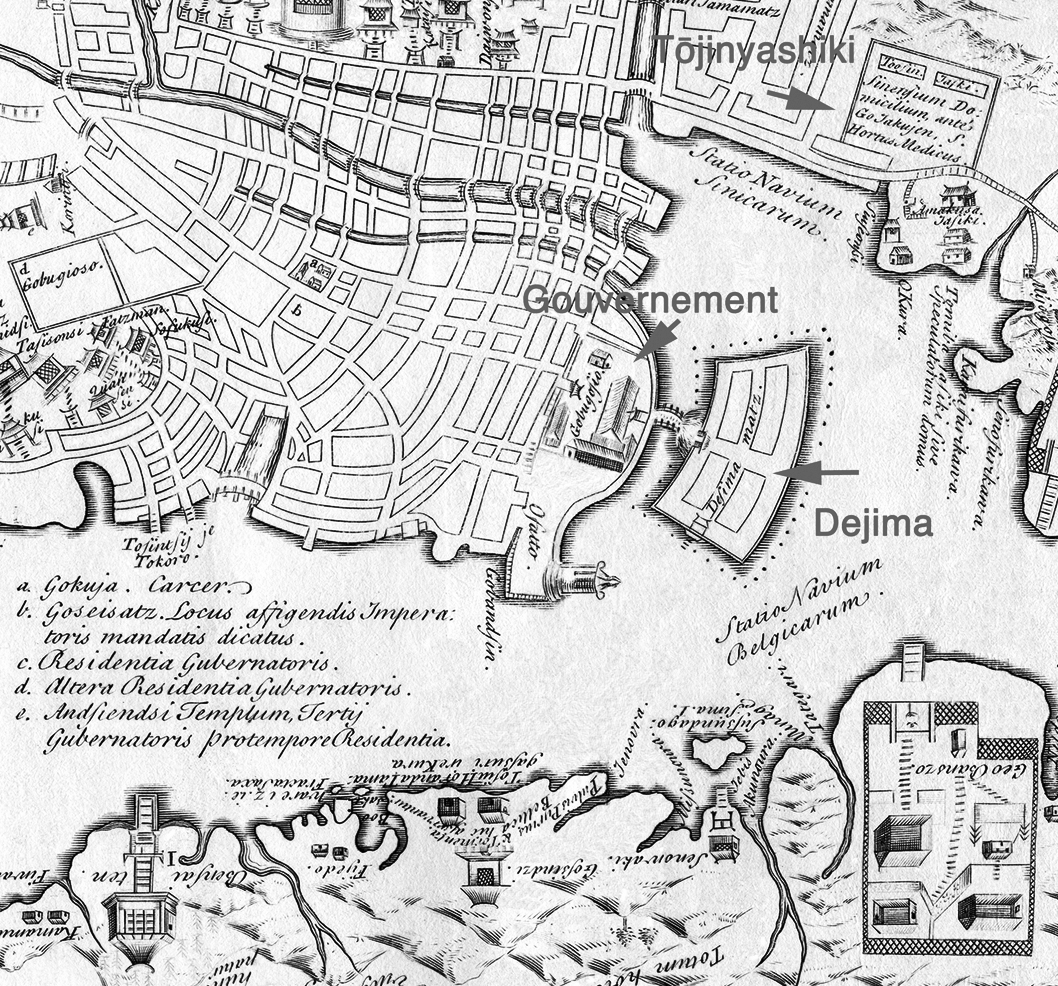
Het centrum van Nagasaki. Centraal ligt Deshima, rechtsboven de Chinese enclave Tōjin yashiki (1727)

Tōjin yashiki (Japans: 唐人屋敷) (Residentie van de Chinezen) was een Chinese handelspost in Nagasaki ten tijde van de sakoku, de zelfopgelegde afsluiting van Japan van de buitenwereld.
Vanaf het midden van de Muromachi-periode floreerde de Chinese handel in Kyushu. In 1635 beperkte het Edo-shogunaat deze handel tot Nagasaki, waardoor Chinese handelaren daarheen trokken. Toen China zijn handelsbeperkingen ophief, nam het aantal Chinese schepen in de haven van Nagasaki sterk toe. Er werden maatregelen genomen om de handel te reguleren, maar hoe strenger de regels werden, hoe meer smokkel er plaatsvond. Om smokkel tegen te gaan en om de handel te reguleren, richtte de magistratuur van Nagasaki daarom in 1689 een afgezonderd gebied in, vergelijkbaar met Deshima, waarbinnen de Chinezen zich dienden terug te trekken. Het terrein was ommuurd en er lag een gracht omheen. Er was een ingang die bewaakt werd. Toegang voor Japanners was beperkt tot overheidsfunctionarissen en courtisanes. De Chinezen waren echter, in tegenstelling tot de Hollanders op Deshima, relatief vrij om in en uit te gaan. Tōjin yashiki was met een oppervlakte van ongeveer 29.000 m² twee maal zo groot als Deshima, en bevatte schrijnen, marktstalletjes en een badhuis en had een capaciteit van zo'n 2000 personen. Na een verwoestende brand in 1698 werd tussen Tōjin yashiki en Deshima een gebied in de haven drooggelegd voor een apart pakhuisterrein.
Na de door commandant Matthew Perry van Amerika geforceerde ontsluiting van Japan werd Tōjin yashiki in 1868 ontmanteld. Vier schrijnen en enkele gebouwen resten nog van Tōjin yashiki. Op het pakhuisterrein staat een Chinese wijk. 